# Antonio Canova
Antonio Canova, beneški kipar, *1. november 1757, Possagno, † 13. oktober 1822, Benetke.
Antonio Canova je bil italijanski neoklasicistični kipar, znan po svojih marmornih skulpturah. Pogosto velja za največjega med neoklasicističnimi umetniki, njegovo kiparstvo se je zgledovalo po baroku in klasičnem preporodu, za katerega je bilo značilno, da se je izognil melodramatičnosti prvega in hladni izumetničenosti drugega.

## Življenje

### Possagno
Leta 1757 se je v mestu Possagno, Beneška republika, rodil Antonio Canova kamnoseku Pietru Canovi in Mariji Angeli Zardo Fantolini. Leta 1761 mu je umrl oče. Leto pozneje se je njegova mati ponovno poročila. Kot tak je bil leta 1762 predan v varstvo svojemu dedku po očetovi strani Pasinu Canovi, ki je bil kamnosek, lastnik kamnoloma in je bil »kipar, specializiran za oltarje s kipi in nizke reliefe v poznem baročnem slogu«, in je Antonia popeljal v umetnost kiparstva.
Pred desetim letom je Canova začel izdelovati modele v glini in klesati marmor. Dejansko je pri devetih letih izdelal dve majhni svetišči iz kararskega marmorja, ki sta še vedno ohranjeni. Zdi se, da je bil po teh delih stalno zaposlen pri svojem dedku.

### Benetke
Leta 1770 je bil dve leti vajenec pri Giuseppeju Bernardiju, ki je bil znan tudi kot Torretto. Nato je bil pod mentorstvom Giovannija Ferrarija, dokler ni začel študirati na Accademia di Belle Arti di Venezia. Na Akademiji je prejel več nagrad. V tem času so mu nekateri lokalni menihi dali prvo delavnico v samostanu.
Senator Giovanni Falier je Canovi naročil izdelavo kipov Orfeja in Evridike za njegov vrt – vilo Falier v Asolu. Kipa je začel delati leta 1775 in oba sta bila dokončana do leta 1777. Kosi ponazarjajo pozni rokokojski slog. Na leto dokončanja sta bili obe deli razstavljeni za praznik Gospodovega vnebohoda na Piazza S. Marco. Dela, ki so bila zelo hvaljena, so Canovi prinesla prvi sloves med beneško elito. Drugi Benečan, ki naj bi pri Canovi naročil zgodnja dela, je bil abate Filippo Farsetti, čigar zbirko v Ca' Farsetti ob Velikem kanalu je pogosto obiskoval.
Leta 1779 je Canova odprl svoj lasten studio na Calle Del Traghetto pri S. Maurizio. V tem času je prokurist Pietro Vettor Pisani naročil prvi Canovin marmorni kip: upodobitev Dedala in Ikarja. Kip je vzbudil veliko občudovanje njegovega dela na letnem umetniškem sejmu; Canova je za dokončano delo prejel plačilo 100 zlatih cekinov. Ob vznožju kipa so raztresena Dedalova orodja; ta orodja so tudi aluzija na kiparstvo, katerega personifikacija je kip. S takšnim namenom obstaja domneva, da je Daedalus portret Canovinega dedka Pasina.

### Rim
Canova je prispel v Rim 28. decembra 1780. Pred njegovim odhodom so njegovi prijatelji pri beneškem senatu zaprosili za pokojnino. Če je bila prošnja uspešna, je dodeljena štipendija znašala tristo dukatov, omejena na tri leta.
Medtem ko je bil v Rimu, je Canova preživljal čas s preučevanjem in skiciranjem Michelangelovih del.
Leta 1781 je Girolamo Zulian, beneški veleposlanik v Rimu, najel Canovo, da izkleše Tezeja in Minotavra. Zulian je igral ključno vlogo pri Canovinem vzponu do slave, saj je nekatere prostore svoje palače spremenil v umetnikov atelje in mu zaupal kljub Canovinim zgodnjim kritikom v Rimu. Kip prikazuje zmagovitega Tezeja, ki sedi na brezživljenem telesu Minotavra. Prvi gledalci so bili prepričani, da je delo kopija grškega izvirnika, in bili so šokirani, ko so izvedeli, da gre za sodobno delo. Zelo cenjeno delo je zdaj v zbirki muzeja Victoria & Albert v Londonu.
Med letoma 1783 in 1785 je Canova uredil, sestavil in oblikoval nagrobni spomenik, posvečen Klemenu XIV., za cerkev Santi Apostoli. Po nadaljnjih dveh letih je bilo delo dokončano leta 1787. Spomenik je Canovi zagotovil sloves najpomembnejšega živečega umetnika.
Leta 1792 je dokončal še en kenotaf, tokrat v spomin na Klemena XIII. za baziliko svetega Petra. Canova je njegovo zasnovo uskladil s starejšimi baročnimi nagrobnimi spomeniki v baziliki.
Leta 1790 je začel delati na nagrobnem spomeniku za Tiziana, ki je bil do leta 1795 opuščen. Istega leta je povečal svojo slikarsko dejavnost. Znano je, da Canova ni bil naklonjen restavriranju skulptur. Vendar pa je leta 1794 naredil izjemo za svojega prijatelja in zgodnjega mecena Zuliana in obnovil nekaj skulptur, ki jih je Zulian preselil iz Rima v Benetke.
Naslednje desetletje je bilo izjemno produktivno, začela so se dela, kot so Hercules in Lichas, Kupid in Psiha, Hebe, grobnica vojvodinje Marije Christine Saške-Teschenske in Spokorna Magdalena.
Leta 1797 je odšel na Dunaj, a šele leto kasneje, 1798, se je za eno leto vrnil v Possagno.

### Francija in Anglija
Do leta 1800 je bil Canova najslavnejši umetnik v Evropi. Svoj ugled je načrtno krepil tako, da je objavljal gravure svojih del in dajal v svoji delavnici izdelovati marmorne različice mavčnih odlitkov. Postal je tako uspešen, da je pridobil pokrovitelje iz vse Evrope, vključno s Francijo, Anglijo, Rusijo, Poljsko, Avstrijo in Nizozemsko, pa tudi več članov iz različnih kraljevih rodov in uglednih posameznikov. Med njegovimi pokrovitelji so bili Napoleon in njegova družina, za katere je Canova ustvaril veliko del, vključno z več upodobitvami med letoma 1803 in 1809. Najbolj opazni predstavitvi sta bili Napoleon kot Mars Mirovnik in Venus Victrix, ki je bila upodobitev Pauline Bonaparte.
Napoleon kot Mars Mirovnik je nastal po tem, ko so Canovo leta 1802 najeli za izdelavo Napoleonovega doprsnega kipa. Kip so začeli klesati leta 1803, ko je Napoleon zahteval, da ga prikažejo v uniformi francoskega generala, Canova je to zavrnil in vztrajal pri aluziji na Marsa, rimskega boga vojne. Dokončan je bil leta 1806. Leta 1811 je kip prispel v Pariz, vendar ni bil nameščen; prav tako ni bilo njegove bronaste kopije v Foro Napoleonico v Milanu. Leta 1815 je original odšel vojvodi Wellingtonskemu po njegovi zmagi pri Waterlooju proti Napoleonu.
Če bi kdo lahko delal kipe z božanjem marmorja, bi rekel, da je ta kip nastal tako, da je marmor, ki ga obdaja, obrabil z božanjem in poljubom.— Joséphine de Beauharnais na Venus Victrix
Venera Victrix je bila prvotno zasnovana kot oblečena in ležeča skulptura Pauline Borghese v preobleki Diane. Namesto tega je Pauline naročila Canovi, naj kip naredi golo Venero. Delo ni bilo namenjeno javnemu ogledu.
Druga dela za družino Napoleon vključujejo Napoleonov doprsni kip, kip Napoleonove matere in Marie Louise kot Concordie.
Leta 1802 je bil Canova imenovan za »generalnega inšpektorja za starine in likovno umetnost papeške države«, položaj, ki ga je prej zasedal Rafael. Ena od njegovih dejavnosti v tej vlogi je bila pionir obnove Apijeve ceste z obnovo grobnice Servilija Kvarta. Leta 1808 je Canova postal pridruženi član Nizozemskega kraljevega inštituta.
Leta 1814 je začel svoje Tri gracije.
Leta 1815 je bil imenovan za »pooblaščenega ministra papeža« in dobil nalogo, da vrne različne umetnine, ki jih je Napoleon odnesel v Pariz.
Fidijeva dela so resnično iz mesa in krvi, kot čudovita narava sama.— Antonio Canova
Tudi leta 1815 je obiskal London in se srečal z Benjaminom Haydonom. Po nasvetu Canove je Elginove marmorje pridobil Britanski muzej, mavčne kopije pa so bile poslane v Firence, v skladu z zahtevo Canove.

### Vrnitev v Italijo
Leta 1816 se je Canova vrnil v Rim z nekaj umetninami, ki jih je vzel Napoleon. Nagrajen je bil z več znaki odlikovanja: imenovan je bil za predsednika Accademia di San Luca, papež ga je lastnoročno vpisal v »Zlato knjigo rimskih plemičev« in prejel naziv markiza Ischie, poleg letna pokojnina 3000 kron.
Leta 1819 je začel in dokončal svoje naročeno delo Venus Italica kot zamenjavo za Medičejsko Venero.
Potem ko je bil njegov predlog iz leta 1814 za izgradnjo poosebljenega kipa religije za baziliko svetega Petra zavrnjen, si je Canova prizadeval zgraditi svoj tempelj, v katerem bi ga postavil. Ta projekt je postal Tempio Canoviano. Canova je strukturo načrtoval, financiral in delno zgradil sam. Struktura naj bi bila dokaz Canovine pobožnosti. Zasnova stavbe je bila navdihnjena z združitvijo Partenona in Panteona. 11. julija 1819 je Canova položil temeljni kamen oblečen v rdečo papeško uniformo in okrašen z vsemi svojimi medaljami. Prvič so ga odprli leta 1830 in je bil dokončno dokončan leta 1836. Ko je bil položen temeljni kamen te stavbe, se je Canova vrnil v Rim; toda vsako naslednjo jesen je še naprej obiskoval Possagno, da bi usmerjal delavce in jih spodbujal z nagradami.
V obdobju med začetkom operacij v Possagnu in svojo smrtjo je izvedel ali dokončal nekaj svojih najbolj osupljivih del. Med njimi sta bila skupina Mars in Venera, velikanska figura Pija VI., Pietà, sv. Janez in gromozanski doprsni kip njegovega prijatelja, grofa Cicognara.
Leta 1820 je izdelal kip Georgea Washingtona za zvezno državo Severna Karolina. Kot je priporočil Thomas Jefferson, je kipar kot model uporabil marmorni doprsni kip Washingtona Giuseppeja Ceracchija. Dostavljen je bil 24. decembra 1821. Kip in državno hišo Severne Karoline, kjer je bil razstavljen, je kasneje uničil požar leta 1831. Italijanski kralj je leta 1910 poslal mavčno repliko, ki je zdaj na ogled v muzeju zgodovine Severne Karoline. Kopijo iz marmorja je leta 1970 izklesal Romano Vio, ki je zdaj na ogled v rotundi kapiteljske stavbe.
Leta 1822 je odpotoval v Neapelj, da bi nadzoroval izdelavo voščenih kalupov za konjeniški kip Ferdinanda VII. Pustolovščina je bila katastrofalna za njegovo zdravje, vendar je kmalu postal dovolj zdrav, da se je vrnil v Rim. Od tam je odpotoval v Benetke; vendar je 13. oktobra 1822 tam umrl v starosti 64 let. Ker se ni nikoli poročil, je ime izumrlo, razen po rodu njegovih polbratov Satori-Canova.
12. oktobra 1822 je Canova svojemu bratu naročil, naj uporabi celotno posest za dokončanje Tempio v Possagnu.
25. oktobra 1822 je bilo njegovo telo položeno v Tempio Canoviano. Njegovo srce je bilo pokopano v baziliki Santa Maria Gloriosa dei Frari v Benetkah, njegova desnica pa ohranjena v vazi na Accademia di Belle Arti di Venezia.
Njegova spominska služba je bila tako veličastna, da se je kosala s slovesnostjo, ki jo je mesto Firence priredilo Michelangelu leta 1564.
Leta 1826 je Giovanni Battista Sartori prodal Canovin rimski studio in vse mavčne modele in skulpture odnesel v Possagno, kjer so jih postavili v Tempio Canoviano.

## Galerija
- Tri gracije (1812-1817)
- Psihe, oživljena s Kupidovim poljubom
- Zmagoslavni Perzej (detajl)
- Paolina Borghese kot Venus Victrix
- Tezej v boju s kentavrom
- Venus Italica, c. 1822–23, Metropolitan Museum of Art
- Spokornica Magdalena, Palazzo Doria-Tursi, Genova
- Spomenik v [baziliki Santa Maria Gloriosa dei Frari, ki ga je Canova zasnoval kot mavzolej za slikarja Tiziana

## Zadnji dotik
Zaradi zloščenosti se osvetljeni deli tako močno bleščijo, da pogosto celo najprizadevnejši trud postane neviden; ni ga mogoče videti, ker močna odbita svetloba zaslepi oči.— Johann Joachim Winckelmann
V zadnji četrtini 18. stoletja je postalo moderno ogledovati umetnostne galerije ponoči ob soju bakel. Canova je bil umetnik, ki je sledil modni muhi in svoja umetniška dela razstavljal v svojem ateljeju ob soju sveč. Kot tak je Canova začel z dokončanjem kipa s posebnimi orodji ob soju sveč, da bi ublažil prehode med različnimi deli akta. Po malem preoblikovanju je začel kip drgniti s plovcem, včasih za obdobja, daljša od tednov ali mesecev. Če to ne bi bilo dovolj, bi uporabil tripoli (porozna kamnina v prahu, ki se uporablja kot polirni abraziv) in svinec.
Nato je na meso figure nanesel zdaj neznano kemično sestavo patine, da bi osvetlil ton kože. Pomembno je, da so tudi njegovi prijatelji zanikali kakršno koli uporabo kislin v tem procesu.

## Zapuščina
Čeprav so umetniki iz obdobja romantike zakopali Canovino ime kmalu po njegovi smrti, ga počasi ponovno odkrivajo. Giuseppe Pavanello je leta 1996 zapisal, da sta »pomen in vrednost Canovine umetnosti zdaj priznana kot ohranjanje v ravnovesju zadnjega odmeva starodavnih in prvega simptoma nemirnega eksperimentiranja moderne dobe«.
Canova je velik del svojega premoženja porabil za pomoč mladim študentom in pošiljanje pokroviteljev kiparjem v težavah, vključno s sirom Richardom Westmacottom in Johnom Gibsonom.
Uveden je bil v različne viteške redove.
Številna njegova dela, skice in zapisi so zbrani v Sala Canoviana v Museo Civico v Bassanu del Grappa. Druga dela, vključno z mavčnimi odlitki, so Museo Canoviano v Asolu.
Leta 2018 so v njegovo čast poimenovali krater na Merkurju.